# Dorothy Dalton
Dorothy Dalton (Chicago, 22 september 1893 - Scarsdale (New York), 13 april 1972) was een Amerikaanse toneelactrice en filmactrice uit de periode van de stomme film.

## Biografie
Dorothy Dalton begon haar acteercarrière rond 1910. Ze speelde in diverse toneel- en vaudevillegezelschappen. In 1914 werkte ze in Hollywood, waar de regisseur en producer Thomas H. Ince haar overhaalde om over te stappen naar de film. Ze maakte haar filmdebuut in Pierre of the Plains (1914) aan de zijde van Edgar Selwyn. Ze raakte bekend door rollen in The Disciple (1915) en The Captive God (1916), waarin ze telkens tegenspeelster was van William S. Hart, en werd de ster van de Triangle Film studio. Ze volgde Ince in 1917 naar zijn eigen Thomas H. Ince Corporation, waarvan de films verdeeld werden door Paramount Pictures. Met Ince maakte ze in totaal 31 films in de periode 1915-1920. Ze werd een ster van de stomme film en sierde de voorpagina van magazines als Motion Picture Magazine en Photoplay.
Vanaf 1920 speelde ze op een enkele uitzondering na hoofdrollen in films van de studio's Famous Players-Lasky en Paramount, naast andere sterren als Conrad Nagel (in Fool's Paradise (1921) van Cecil B. DeMille) en Rudolf Valentino (in Moran of the Lady Letty uit 1922). Haar laatste film was The Moral Sinner uit 1924, die werd geregisseerd door Ralph Ince, de jongere broer van Thomas M. Ince.
Dorothy Dalton was eerst getrouwd met en scheidde later van de acteur Lew Cody. In 1924 huwde ze de theaterimpresario Arthur Hammerstein - de oom van Oscar Hammerstein II - waarna ze zich terugtrok uit de showbusiness. Ze bleven gehuwd tot aan de dood van Arthur Hammerstein in 1955.
Dorothy Dalton kreeg een ster op de Hollywood Walk of Fame op 1560 Vine Street.

## Filmografie

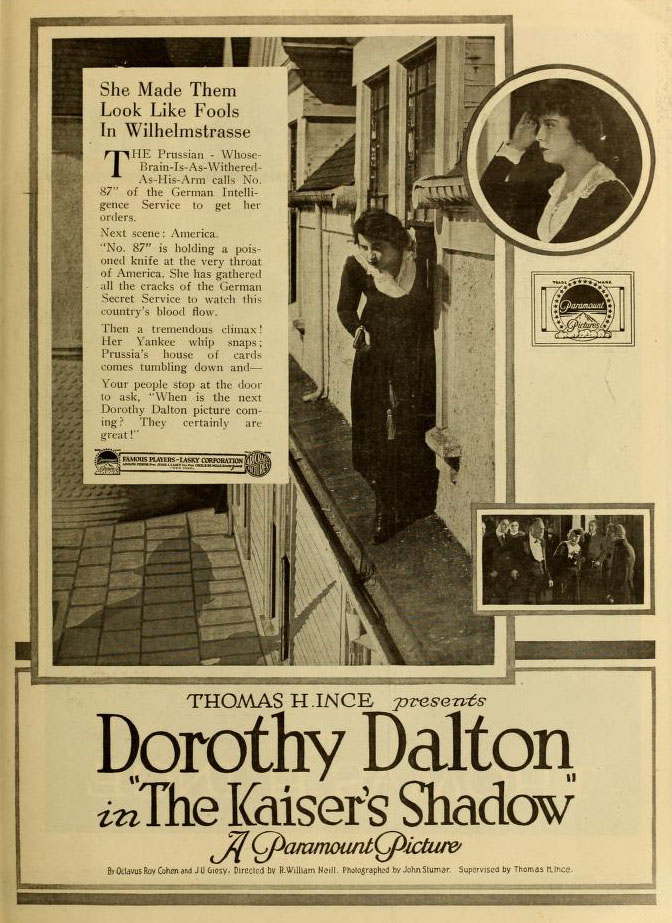
The Kaiser's Shadow (1918)

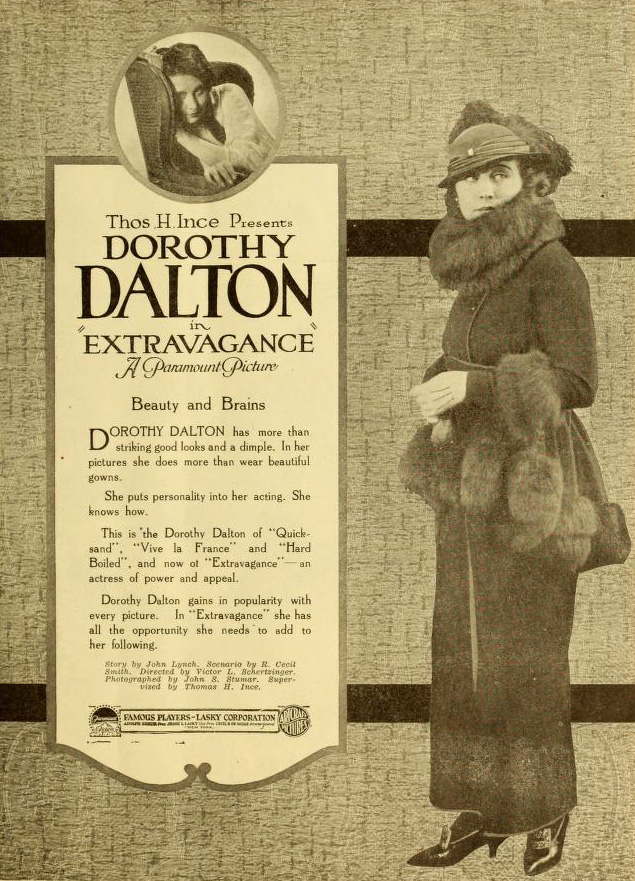
Extravagance (1919)

- 1914: Pierre of the Plains: Jen Galbraith
- 1914: Across the Pacific: Elsie Escott
- 1915: The Disciple: Mary Houston
- 1916: The Three Musketeers: koningin Anne
- 1916: The Raiders: Dorothy Haldeman
- 1916: Civilization's Child: Ellen McManus
- 1916: The Captive God: Tecolote
- 1916: The Jungle Child: Ollante
- 1916: The Vagabond Prince: Lola Fluffy
- 1916: A Gamble in Souls: Freda Maxey
- 1916: The Female of the Species: Gloria Marley
- 1917: The Weaker Sex: Ruth Tilden
- 1917: Chicken Casey: Chicken Casey / Mavis Marberry
- 1917: Back of the Man: Ellen Horton
- 1917: The Dark Road: Cleo Morrison
- 1917: Wild Winship's Widow: Catherine Winship
- 1917: The Flame of the Yukon: Ethel Evans\'The Flame'
- 1917: Ten of Diamonds: Neva Blaine
- 1917: The Price Mark: Paula Lee
- 1917: Love Letters: Eileen Rodney
- 1918: Dorothy Dalton in a Liberty Loan Appeal: verpleegster
- 1918: Flare-Up Sal: 'Flare-Up' Sal
- 1918: Love Me: Maida Madison
- 1918: Unfaithful: Helen Karge
- 1918: Tyrant Fear: Allaine Grandet
- 1918: The Mating of Marcella: Marcella Duranzo
- 1918: The Kaiser's Shadow: Paula Harris
- 1918: Green Eyes: Shirley Hunter
- 1918: Vive la France!: Genevieve Bouchette
- 1918: Quicksand: Mary Bowen
- 1919: The Market of Souls: Helen Armes
- 1919: Hard Boiled: Corinne Melrose
- 1919: Extravagance: Helen Douglas
- 1919: The Homebreaker: Mary Marbury
- 1919: The Lady of Red Butte: Faro Fan
- 1919: Other Men's Wives: Cynthia Brock
- 1919: L'Apache: Natalie 'La Bourget' Bourget / Helen Armstrong
- 1919: His Wife's Friend: Lady Marion Grimwood
- 1920: Guilty of Love: Thelma Miller
- 1920: Black Is White: Margaret / Theresa / Yvonne
- 1920: The Dark Mirror: Priscilla Maine / Nora O'Moore
- 1920: Half an Hour: Lady Lillian Garson
- 1920: A Romantic Adventuress: Alice Vanni
- 1921: The Idol of the North: Colette Brissac
- 1921: Behind Masks: Jeanne Mesurier
- 1921: Fool's Paradise: Poll Patchouli
- 1922: Moran of the Lady Letty: Letty Sternersen aka Moran
- 1922: The Crimson Challenge: Tharon Last
- 1922: The Woman Who Walked Alone: The Honorable Iris Champneys
- 1922: The Siren Call: Charlotte Woods, een danseres
- 1922: On the High Seas: Leone Deveraux
- 1923: Dark Secrets: Ruth Rutherford
- 1923: Fog Bound: Gale Brenon
- 1923: Law of the Lawless: Sahande
- 1924: The Moral Sinner: Leah Kleschna
- 1924: The Lone Wolf: Lucy Shannon

- Bibliothèque nationale de France: cb161121840 (data)
- Gemeinsame Normdatei: 1017939888
- International Standard Name Identifier: 0000 0000 6665 2977
- Library of Congress Control Number: n88226323
- SNAC: w61g390t
- Virtual International Authority File: 8948052
- WorldCat: E39PBJpJdr8qWcxRpwktGwgdwC